# In het café: Agostina Segatori in Le Tambourin
In het café: Agostina Segatori in Le Tambourin is een schilderij van Vincent van Gogh dat hij in januari - maart 1887 maakte. Sinds 1973 maakt het deel uit van de collectie van het Van Gogh Museum in Amsterdam.

## Voorstelling
Agostina Segatori was de eigenares van Café du Tambourin in Parijs, waar Van Gogh regelmatig kwam. De in Ancona geboren Agostina was een kunstenaarsmodel voor Manet, Corot en anderen geweest. Met het geld dat ze hiermee verdiend had, opende ze in 1885 een café aan de Boulevard de Clichy met een Italiaans thema, dat zich vooral richtte op artiesten.
Het Café du Tambourin lag net om de hoek van de woning waar Vincent samen met zijn broer Theo woonde. In 1887 at Van Gogh verschillende maaltijden per week in het café die werden betaald in schilderijen om de muren van het restaurant te versieren. Hij werd verliefd op Agostina, die twaalf jaar ouder was, en ze kregen een korte, maar stormachtige affaire.
In februari 1887 stelde de schilder zijn collectie Japanse prenten in het café tentoon, aangevuld met eigen werk. De werken van kunstenaars als Hiroshige en Hokusai hadden grote invloed op Van Gogh, door het prachtige onderwerp en de stijl van vlakke kleurenpatronen zonder schaduw. In juli van dat jaar volgde een tweede expositie, samen met Gauguin en Bernard.
Korte tijd later kwamen Agostina en het establishment in moeilijke tijden terecht. Ze werd ziek en het bedrijf, dat schulden had en waarschijnlijk betrokken was bij illegale prostitutie, ging failliet. Hoewel Agostina verzekerde dat Van Gogh zijn schilderijen kon claimen, verkochten de debiteuren ze. Door het faillissement van het café raakte Van Gogh niet alleen de schilderijen kwijt, veelal stillevens met bloemen, maar ook de lijsten.
Het thema van een vrouw die alleen aan een tafeltje in een café zit, kwam voor het eerst voor in het werk van impressionisten, zoals Degas en Manet. Op dit schilderij is Agostina te zien, een vrouw van in de veertig, terwijl ze een sigaret rookt en haar tweede glas bier drinkt. Dit blijkt uit de twee schoteltjes onder haar pul. Ze draagt een modieuze hoed die met spelden aan het haar is vastgemaakt. Haar jasje heeft een ander ontwerp dan haar jurk, zoals de mode toen voorschreef. Op een kruk naast haar ligt een parasol. De tafel en krukken hadden de vorm van tamboerijnen, passend bij het thema van het café. Aan de muur achter haar hangt een van de Japanse prenten.
De felle kleuren en het zelfverzekerde onderwerp van het schilderij laten zien hoe zeer Van Goghs stijl veranderd was vergeleken met zijn eerdere, donkere werken. In zijn Portret van père Tanguy uit de herfst van 1887 onderzoekt hij zijn kleurgebruik verder en krijgen de Japanse prenten een prominentere plek. Agostini Segatori is waarschijnlijk ook te zien op een schilderij uit december. Op dit portret (De Italiaanse) is zijn persoonlijke stijl nog verder ontwikkeld.

## Herkomst
- Na de dood van de schilder en zijn broer kwam het schilderij in het bezit van Theo's weduwe, Johanna Bonger.
- Daarna kwam het in het bezit van haar zoon Vincent Willem van Gogh, Laren.
- Op 16 december 1930 werd het in bruikleen gegeven aan het Stedelijk Museum, Amsterdam.
- Op 2 juni 1973 werd het in permanente bruikleen gegeven aan het Van Gogh Museum[1], Amsterdam.

## Afbeeldingen en video

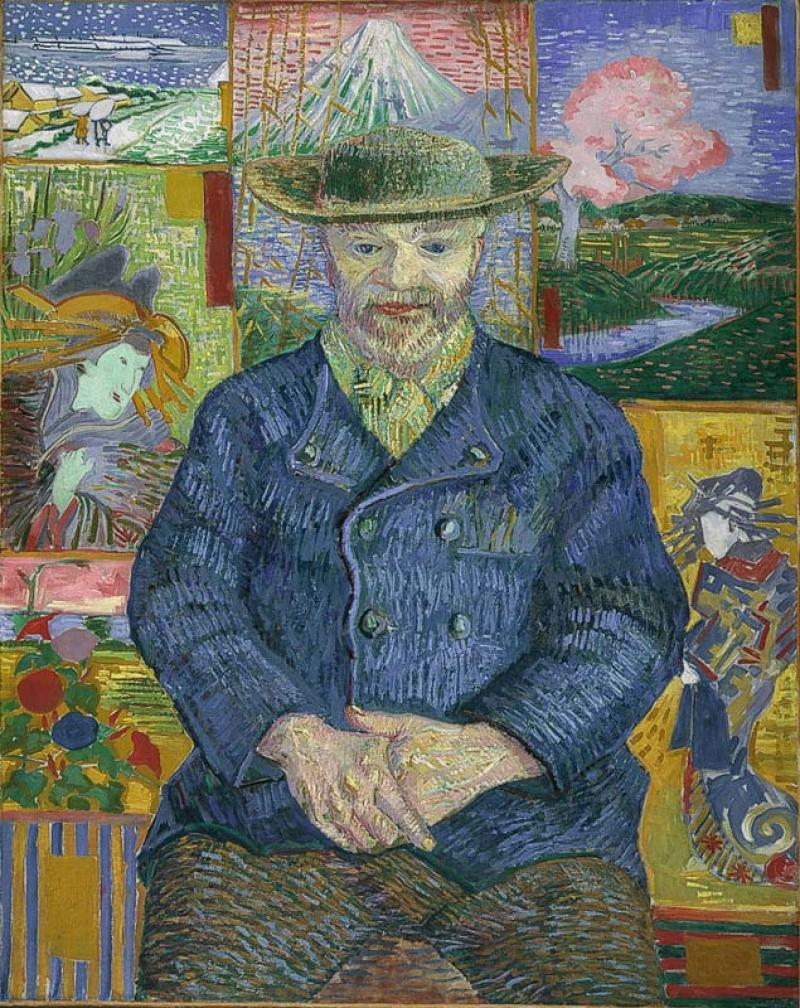
Portret van père Tanguy
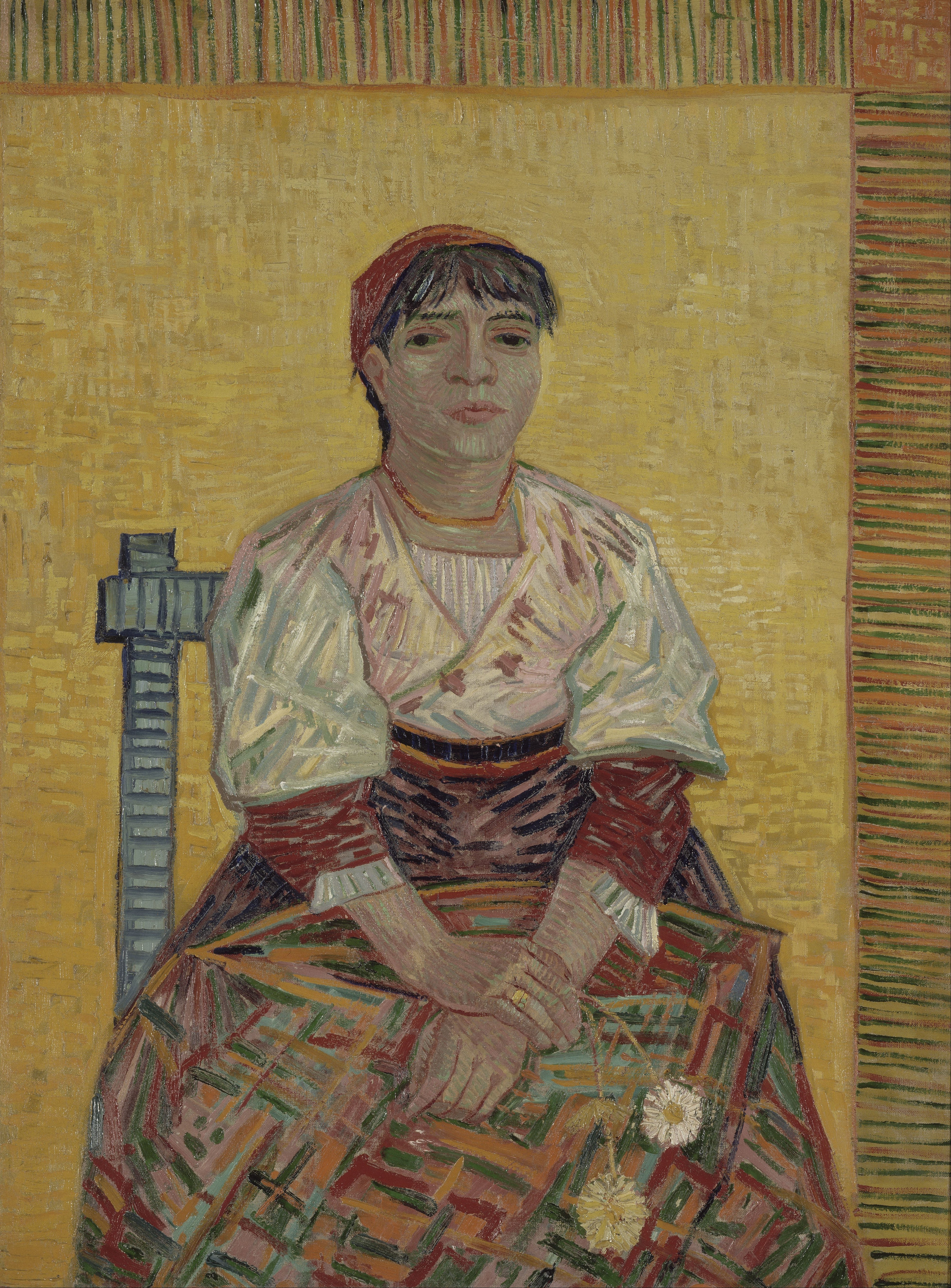
De Italiaanse
- Presentatie over het schilderij door Louis van Tilborgh